# Alternativa por el Cambio
Alternativa por el Cambio (AC) es un partido político de Nicaragua, de ideología demócrata cristiana, inicialmente fundado en 2006 como Alternativa Cristiana por disidentes de Camino Cristiano Nicaragüense (CCN), especialmente por el diputado Orlando Tardencilla. En las elecciones presidenciales del 4 de noviembre del mismo año Edén Pastora fue su candidato a la presidencia (que ganó el actual presidente Daniel Ortega, candidato del Frente Sandinista de Liberación Nacional, FSLN), pero Pastora solamente obtuvo el 0.27% de los votos ; actualmente la AC esta en platicas para formar parte de la coalición electoral Convergencia Nacional, una alianza de pequeños partidos coaligados con el FSLN.